# 地狼
地狼，也称穴狼，是传说中地下的狼。修行到一定程度就可以变人型。

## 特点
地狼是居住在地下的一种传说生物。最初是狼形，浑身白毛，因吸食人尸首，形成狗头人身形状。出现此生物的意为凶兆，《晋书·五行志中》中称，当时辅国将军孙无终在既阳的家中，听闻地下有狼號，他掘地发现两只白狼，雄雌各一个，圈养后死去。而孙无终之后也被桓玄诛杀。《宋书·五行志二》记载，晋惠帝元康年间，吴郡娄县民百姓家中听闻地中有叫声，掘地发现雌雄各一只地狼。之后投入窟中，盖上以磨石，不久地狼消失了。东晋太兴年间，吴郡太守张懋在家中发现地下有地狼两只，圈养后地狼都死，之后张茂被吴兴叛军沈充杀死。

## 相關
- 中國妖怪列表